# Skånska Byggvaror

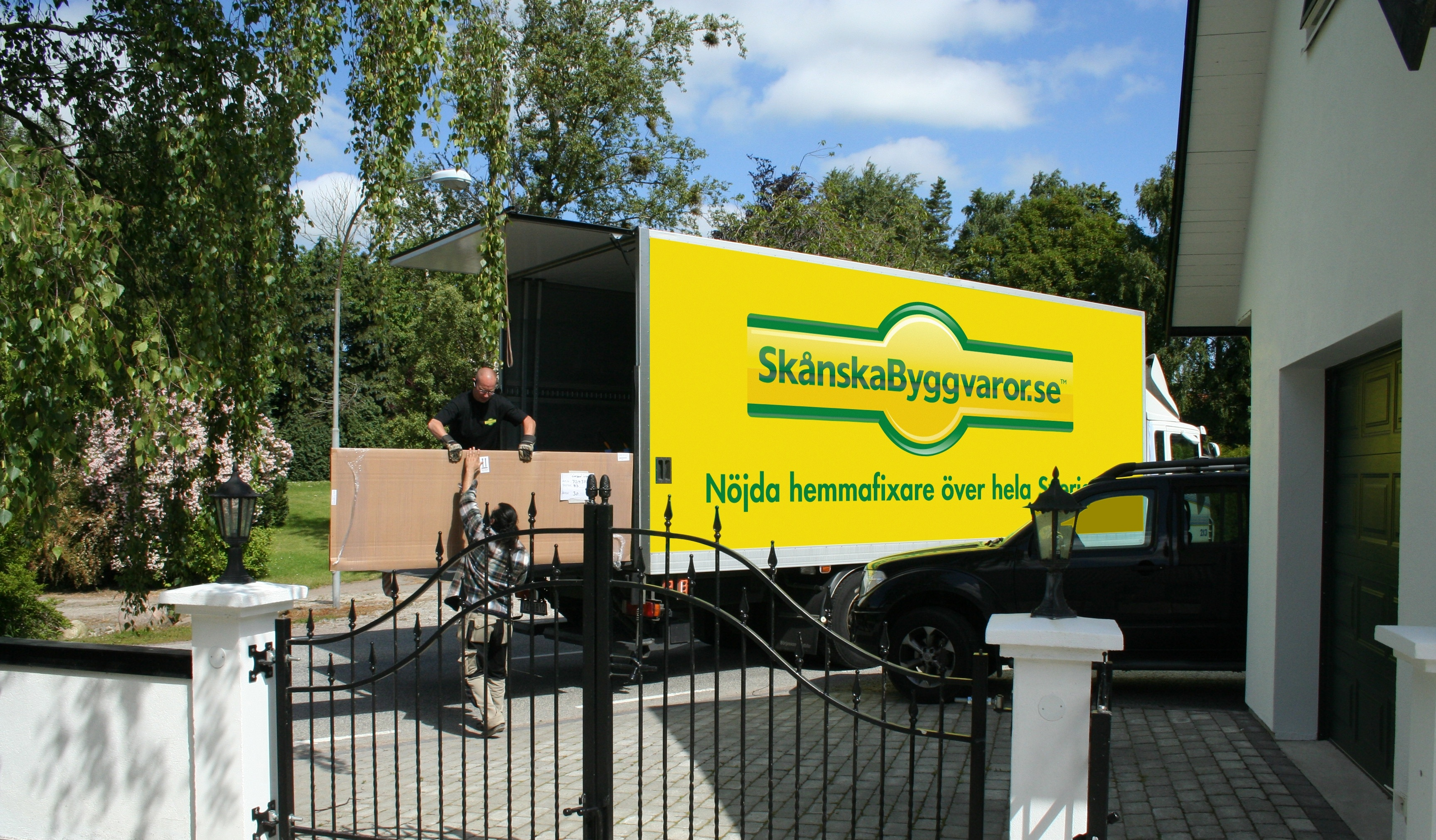
Leverans av byggvaror till villaägare i Sverige.

Skånska Byggvaror AB är ett svenskt e-handelsföretag för byggvaror. Företaget tillverkar och säljer bland annat uterum, dörrar, fönster, spa, förvaring och badrumsinredningar. Målgruppen är villaägare eller så kallade "gör-det-självare”. Varorna levereras med lastbil. Företaget har drygt 170 anställda i Bjuv (produktion), Ängelholm (lager och kontor) och Stockholm (huvudkontor) samt i tre butiker i Sverige. En i Helsingborg, en i Örebro och en i Tullinge. Butikerna i Helsingborg och Tullinge huserar i egna lokaler vägg i vägg med Byggmax men butiken i Örebro är en s.k. "Shop-in-shop" inne i en Byggmax Omsättning 2016 var 719 miljoner kronor.

## Historik
Företaget startades 1965 av Börje Blomkvist. Under 2012 förvärvade Skånska Byggvaror det norska företaget Grönt Fokus i Kristiansand och 2016 förvärvades danska Pavillion. 2012 köpte det danska venture capital-företaget Polaris in sig i företaget. I januari 2016 förvärvade Byggmax Group Skånska Byggvaror. 2017 tillträdde Oscar Tjärnberg som VD för Skånska Byggvaror.